# Grupo totalmente ordenado
Em Álgebra abstracta, um grupo totalmente ordenado é um grupo ordenado (G,≤) onde a relação de ordem ≤ é total. Posto de outro modo, trata-se de um grupo G onde está definida uma relação de ordem ≤ para a qual se tem, para quaisquer elementos a, b e c de G:
1. a ≤ a (reflexividade);
2. se a ≤ b e b ≤ a, a = b (anti-simetria);
3. se a ≤ b e b ≤ c, a ≤ c (transitividade);
4. a ≤ b ou b ≤ a (totalidade);
5. se a ≤ b, então a + c ≤ b + c e c + a ≤ c + b (compatibilidade com a operação de grupo).

Se K for um corpo ordenado, então o grupo (K,+) é totalmente ordenado.
Se (G,≤) for um grupo totalmente ordenado, então define-se o conjunto G+ dos elementos positivos de G por
{\displaystyle G^{+}=\{g\in G\,\vert \,0\leqslant g{\text{ e }}g\neq 0\}.}
É então claro que, para cada g ∈ G, tem-se uma e uma só das seguintes possibilidades:
1. g = 0;
2. g ∈ G+;
3. −g ∈ G+.

Um grupo totalmente ordenado ou é trivial (isto é, só tem o elemento neutro) ou é infinito. Isto porque se g for um elemento do grupo e g ≠ 0, então g ∈ G+ ou −g ∈ G+. No primeiro caso, verifica-se facilmente que
{\displaystyle 0\leqslant g\leqslant g+g\leqslant g+g+g\leqslant \cdots }
e que nunca se tem igualdade entre dois elementos da sucessão. O caso em que −g ∈ G+ é análogo.